# Amadeu Antonio Stiftung
Die Amadeu Antonio Stiftung (AAS) ist eine als gemeinnützig anerkannte deutsche Stiftung mit dem Ziel, die deutsche Zivilgesellschaft gegen Rechtsextremismus, Rassismus und Antisemitismus zu stärken.
Die Stiftung hat ihren Hauptsitz in Heidelberg und ihre Geschäftsstelle in Berlin. Sie wurde 1998 auf Initiative der Publizistin Anetta Kahane gegründet und nach Amadeu Antonio benannt, einem der ersten Todesopfer rechtsextremer Gewalt in der Bundesrepublik Deutschland seit der Wiedervereinigung 1990.
Aktuell werden über 1000 lokale Initiativen und Projekte in Jugendkultur, Schulen, Opferschutz, Flüchtlingsinitiativen oder Demokratieprojekte finanziell, durch Aufklärung, Öffentlichkeitsarbeit und kommunale Netzwerke unterstützt. Ferner unterstützt sie Hilfsangebote für Aussteiger aus der Neonazi-Szene. Zuletzt trat die Stiftung mit Unterstützung des Bundesfamilienministeriums auch durch Einrichtung einer Meldestelle Antifeminismus hervor.

## Leitung, Mitarbeiter, Partner
Stifter ist Karl Konrad von der Groeben. Schirmherr ist Wolfgang Thierse, der frühere Präsident des Deutschen Bundestages.
Die Initiatorin Anetta Kahane war bis März 2022 Vorstandsvorsitzende. Der aktuelle Vorstand besteht aus Tahera Ameer, Timo Reinfrank und Lars Repp. Ein elfköpfiger Stiftungsrat wacht über die Einhaltung des Stifterwillens, berät den Vorstand und entscheidet über größere Förderanträge. Dazu gehören aktuell (2021) Beate Küpper (Vorsitzende), Andrea Böhm, Mehmet Daimagüler, Christine Hohmann-Dennhardt, Ralf Kleindiek, Stephan J. Kramer, Sergey Lagodinsky, Uta Leichsenring, Petra Lidschreiber, Patrice G. Poutrus und Katarzyna Wielga-Skolimowska.
Die Stiftung hat aktuell (2023) 95 hauptamtliche Mitarbeiter (Vollzeitäquivalent). Seit ihrer Gründung wird sie von der Freudenberg Stiftung unterstützt, beraten und gefördert. Das Bundesministerium für Familie, Senioren, Frauen und Jugend fördert strategische Stiftungsprojekte und setzte Bundesprogramme gegen Rechtsextremismus mit der Stiftung zusammen um. Mit der Zeitschrift Stern führte die Stiftung die Kampagne Mut gegen rechte Gewalt durch und förderte mit Spenden gezielt Initiativen und Projekte gegen Rechtsextremismus, die beide zusammen auswählten.
Die Stiftung arbeitet gleichberechtigt mit zahlreichen Partnerorganisationen in Deutschland zusammen. Überregionale Partner sind Regionale Arbeitsstellen für Bildung, Integration und Demokratie (RAA), Aktion Courage, Aktion Sühnezeichen Friedensdienste, Anne Frank Zentrum, Blick nach Rechts, Brothers Keepers, Bundesarbeitsgemeinschaft kommunaler Frauenbüros und Gleichstellungsstellen, Bundeszentrale für politische Bildung, Bündnis für Demokratie und Toleranz, Stiftung Erinnerung, Verantwortung und Zukunft, Theodor-Heuss-Stiftung und viele weitere. International kooperiert die AAS mit der Anti-Defamation League, dem American Jewish Committee, dem European Grassroots Antiracist Movement (EGAM), dem Media Diversity Institute und dem Radicalisation Awareness Network (RAN).

## Einnahmen und Ausgaben
Die Stiftung wird durch das Bundesprogramm „Demokratie leben!“ vom Bundesministerium für Familie, Senioren, Frauen und Jugend gefördert. Weitere Einnahmen erzielt sie durch Spenden, zu denen etwa die Zeitschrift Stern ihre Leser aufruft. Im Jahr 2018 verfügte die Stiftung über Einnahmen in Höhe von 4,33 Mio. Euro, davon waren 2,77 Mio. Euro staatliche Zuschüsse, 1,52 Mio. Euro Spenden und 43.000 Euro sonstige Einnahmen. Im gleichen Jahr wurden 3,68 Mio. Euro für den Stiftungszweck ausgegeben, davon überwiegend für Personalaufwand (2,14 Mio. Euro), Geschäftsbedarf und sonstige sächliche Aufwendungen (700.000 Euro), Honorare und Projektkosten (320.000 Euro) und Projektförderung (230.000 Euro). Von 2007 bis 2016 gab es auch Zuwendungen aus der Rechtspflege verschiedener Bundesländer.
Bis 2016 förderte die Stiftung nach eigenen Angaben in ganz Deutschland über 1000 lokale Initiativen und Projekte in demokratischer Jugendkultur, Schulen, kommunalen Netzwerken, für Opferschutz und Opferhilfe und für Aussteiger aus der Naziszene finanziell, ideell und durch Öffentlichkeitsarbeit. Die Stiftung sieht es als ihre wichtigste Aufgabe an, die Initiativen und Projekte nicht nur zu fördern, sondern auch zu ermutigen, ihre Eigeninitiative vor Ort zu stärken und sie zu vernetzen. Die Projekte werden aus Spendenmitteln und den Erträgen des Stiftungskapitals gefördert. 2009 wurden etwa 600.000 von 900.000 Euro des Jahresbudgets für operative Projekte verwendet, die über Programme der Bundesregierung und anderer Stiftungen finanziert werden. Die Stiftung arbeitet operativ und überregional mit eigenen Projekten in der Kinder- und Menschenrechtsbildung, bei der Entwicklung und Fortbildung von Projekten gegen aktuellen Antisemitismus, in Kooperation mit antirassistischen Projekten gegen Alltagsrassismus und bei der Förderung und Vernetzung von Bürgerstiftungen, die sich für demokratische Kultur engagieren.

## Projekte gegen Antisemitismus
Seit 2003 entwickelt und erprobt die Stiftung Konzepte gegen aktuelle Formen des Antisemitismus, die sie auf einer Website vorstellt. Seitdem veranstaltet sie mit vielen zivilgesellschaftlichen Initiativen jährlich um den Jahrestag der Novemberpogrome 1938 herum bundesweite Aktionswochen gegen Antisemitismus. 2008 organisierte sie die Ausstellungen Antisemitismus in der DDR und Das hat’s bei uns nicht gegeben in über 250 Orten.
Seit Januar 2015 ist die Stiftung Förderer und Kooperationspartner der Recherche- und Informationsstelle Antisemitismus in Berlin. Im Februar 2015 gründete die Stiftung zusammen mit Antisemitismusforschern das Netzwerk zur Erforschung und Bekämpfung des Antisemitismus (NEBA).
Das Projekt ju:an (Praxisstelle antisemitismus- und rassismuskritische Jugendarbeit) vermittelt Pädagogen und Fachkräften der offenen Jugendarbeit Beratung, Coaching und Fortbildung zur pädagogischen Bearbeitung von Antisemitismus und Rassismus. Es verbindet die Themen Antisemitismus und gruppenbezogene Menschenfeindlichkeit von Jugendlichen in verschiedenen Formen.
Stiftungsmitarbeiter Jan Riebe untersuchte im Juli 2016 ein Seminar zur Lage Jugendlicher in Palästina an der Hochschule für angewandte Wissenschaft und Kunst Hildesheim. Er kritisierte das Unterrichtsmaterial als einseitig antiisraelisch und teilweise antisemitisch. In der Folge dieser und weiterer Kritik wurde das Seminar bis November 2016 eingestellt, die Dekanin des Fachbereichs trat zurück und die Amtszeit der bisherigen Hochschulpräsidentin wurde nicht mehr verlängert.

## Projekte gegen Rechtsextremismus

### Mut gegen rechte Gewalt
Aus Anlass vermehrter Angriffe gegen Zuwanderer begann die Zeitschrift Stern im Jahr 2000 die Aktion Mut gegen rechte Gewalt, zunächst mit einer Reihe von Rock-gegen-Rechts-Konzerten. Dabei rief der Stern zu Spenden an die Amadeu-Antonio-Stiftung auf. Damit konnten diese und das Zentrum für demokratische Kultur des Kriminologen Bernd Wagner im Herbst 2000 das bundesweite Aussteigerprojekt Exit-Deutschland gründen. Im April 2003 entstand aus der Zusammenarbeit der Stiftung mit dem Stern das Internetportal mut-gegen-rechte-gewalt.de, das umfassende Informationen über Rechtsextremismus anbietet. Die Träger erhielten für das Portal 2007 den alternativen Medienpreis.
Die Stiftung trägt seit 2005 die Konzerte der Aktion Laut gegen Nazis mit und gab ein Hörbuch dazu heraus. Nachdem 2011 die Mordserie der rechtsextremen Terrorgruppe Nationalsozialistischer Untergrund (NSU) bekannt geworden war, organisierte die Stiftung im Dezember zusammen mit Udo Lindenberg, Peter Maffay und anderen Musikern ein Rock-gegen-Rechts-Konzert in Jena.
Auf der Webseite Mut gegen rechte Gewalt veröffentlicht die Stiftung auch die bundesweite Statistik für Todesopfer rechtsextremer Gewalt in der Bundesrepublik Deutschland. Die Statistik wird ständig überprüft und aktualisiert. Sie führt mehr als doppelt so viele Todesopfer auf rechtsextreme Täter und Tatmotive zurück als die Bundesregierung.

### Gender
Gender und Rechtsextremismus gehört zu den Themenschwerpunkten der Stiftung. Die gleichnamige Fachstelle erforscht neonazistische und rechtsextreme Geschlechterbilder sowie Erziehungsideale. Vor allem die Rolle der Frau innerhalb des Neonazismus als Multiplikator und Türöffner in die Gesellschaft wird verstärkt beleuchtet, da Rechtsextremismus bisher primär als eine männliche Domäne wahrgenommen wird. Gleichzeitig werden Strategien für Pädagogen, Sozialarbeiter und Erzieher entwickelt, die diese in ihrer Arbeit mit rechtsextrem erzogenen Kindern und deren Eltern unterstützen sollen. Mit der pädagogischen Beratung gehe auch eine Sensibilisierung der Öffentlichkeit einher.

### Regionale Projekte

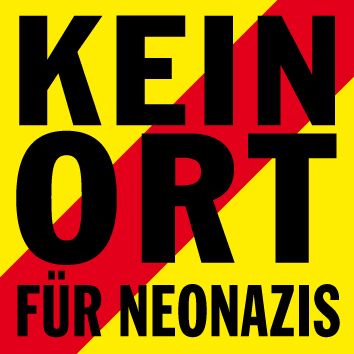
Logo der Kampagne

Das Stiftungsprojekt Kein Ort für Neonazis besteht seit 2009. Damit wird versucht, vor Landtags- und Kommunalwahlen die Problematik rechtsextremer Parteien in Landesparlamenten und Kreistagen bewusst zu machen, lokale Akteure dagegen zu vernetzen und lokalen Bürgerprojekten bei der Aufklärung über rechtsextreme Propaganda zu helfen. Teil der Kampagne ist auch die Mobilisierung gegen regionale und bundesweite Neonaziaufmärsche, Konzerte und Veranstaltungen. 2008 arbeitete die Stiftung dabei erstmals mit dem Aktionsbündnis Brandenburg im Landkreis Barnim zusammen, 2009 in Thüringen, 2010/2011 in Mecklenburg-Vorpommern.
Lola für Lulu ist ein langfristig angelegtes Projekt der Stiftung im Landkreis Ludwigslust (Mecklenburg-Vorpommern). Es soll dort lebende Frauen und Mädchen für Rechtsextremismus und rechtsextreme Rollenbilder sensibilisieren, zu Widerspruch dagegen befähigen und für eine geschlechtergerechte demokratische Kultur aktivieren. Dazu gehören Workshops, Beratung und Förderung lokaler Projekte.
Das Modellprojekt Region in Aktion reagiert auf Wahlerfolge rechtsextremer Parteien im ländlichen Raum, vor allem in Zossen (Brandenburg) und Vorpommern. Gesucht und erprobt werden Möglichkeiten, gerade dort die Zivilgesellschaft zu unterstützen und zu erweitern: etwa durch Kommunikationsprozesse, die die Akteure vor Ort miteinander vernetzen, mehr Personen für zivilgesellschaftliches Engagement gewinnen und die Kooperation zwischen Verwaltung und Zivilgesellschaft verbessern.
Von 2001 bis 2006 setzte die Stiftung mit der Stiftung Demokratische Jugend das vom Berliner Abgeordnetenhaus beschlossene Fünfjahresprojekt CIVITAS um, das sich schwerpunktmäßig gegen Rechtsextremismus in den neuen Bundesländern richtete. 2002 ermöglichte die Stiftung dem „Netzwerk für Demokratische Kultur“ (NDK) in Wurzen (Sachsen) mit Spenden und Zuschüssen den Kauf eines Hauses, das zum Demokratiezentrum gegen rechtsextreme Tendenzen vor Ort ausgebaut und 2006 eröffnet wurde. Im selben Jahr veranstaltete die Stiftung mit afrodeutschen Musikern der Brothers Keepers eine Tour durch von Rechtsextremisten dominierte Orte, um in dortigen Schulklassen über Alltagsrassismus und rechte Gewalt zu diskutieren. 2003 unterstützte die Stiftung die Gründung der Bürgerstiftung Barnim-Uckermark (Brandenburg), die das Engagement für demokratische Kultur in ihrer Satzung festschrieb.
Stephan J. Kramer (Stiftungsrat) leitet seit Dezember 2015 das Amt für Verfassungsschutz Thüringen. Mit seiner Ernennung wollte die Thüringer Landesregierung unter Bodo Ramelow (Die Linke) die demokratische Kontrolle des Verfassungsschutzes stärken. Die Humanistische Union Berlin, die Naturfreundejugend und Initiativen für Opferangehörige des NSU kritisierten Kramers Amt als Zusammenarbeit der AAS mit dem Verfassungsschutz. Die AAS wies die Kritik zurück: Kramer sei lange vorher Stiftungsrat gewesen und es gebe keine institutionelle Zusammenarbeit.

### Internet
Von 2006 bis 2010 veröffentlichte die Stiftung mit der Bundeszentrale für politische Bildung Webauftritte zum Thema Rechtsextremismus.

Seit 2009 betreibt die Stiftung zusammen mit der Wochenzeitung Die Zeit das Internetportal Netz gegen Nazis, das im April 2017 in Belltower.News umbenannt wurde. Das Projekt wurde vom Verlag der Wochenzeitung gegründet; der stellvertretende Chefredakteur der Zeit, Moritz Müller-Wirth, gehört zum Beirat. Das Portal enthält eine Wissensdatenbank, Informationen über Aktivitäten von Neonazis im Internet und Beratungsangebote zum Umgang mit Rechtsextremisten. Im Oktober 2010 gründete die Stiftung zusammen mit über 60 Netzwerken gegen zunehmende Hassrede im Internet die Aktionswoche Soziale Netzwerke gegen Nazis.de. Daraus entstand 2011 das pädagogische Projekt no-nazi.net. Es sollte Jugendliche auf rechtsextreme Propaganda in sozialen Netzwerken aufmerksam machen, Ideen für Gegenmaßnahmen sammeln und wirkungsvolle Gegenstrategien entwickeln. 2012 gründete die Stiftung das Internetportal Fussball-gegen-Nazis.de gegen Neonazismus, Rassismus, Antisemitismus, Sexismus und Homophobie im Fußball und in der Ultra-Bewegung.
Seit der Europäischen Flüchtlingskrise haben Hassrede und flüchtlingsfeindliche Angriffe in der Bundesrepublik Deutschland zugenommen. An der im Dezember 2015 gegründeten Arbeitsgruppe des Bundesjustizministeriums „Gemeinsam gegen Hassbotschaften“ sowie an der im Januar 2016 gegründeten „Initiative für Zivilcourage Online“ von Facebook soll die Gegenrede mit Unterstützung der Stiftung gefördert werden. Die Initiative ergänzt die Selbstverpflichtung von Facebook vom September 2015, in Deutschland strafbare und gemeldete Hassbeiträge binnen 24 Stunden zu prüfen und gegebenenfalls zu löschen. Im Juni 2016 gab die Stiftung die von fünf Mitarbeitern verfasste Broschüre „Hetze gegen Flüchtlinge in sozialen Medien“ heraus. Diese erläutert verschiedene Möglichkeiten, Hassrede im Internet zu erkennen, zu melden und anzuzeigen, sich selbst davor zu schützen und darauf aufmerksam zu machen. Die Broschüre wurde vom Bundesjustizministerium und Bundesministerium für Familie, Senioren, Frauen und Jugend finanziell gefördert.
Ebenfalls im Juni 2016 warnte die Stiftung: Soziale Medien im Internet hätten Rechtsextremisten völlig neue Zielgruppen erschlossen. So erhielten lokale Gegner einer Flüchtlingsunterkunft über rechtsextreme „Nein-zum-Heim“-Seiten auf Facebook Zugang zu verschwörungstheoretischen Welterklärungsmustern, etwa zur These der Reichsbürgerbewegung von der „BRD GmbH“ oder der These einer „Migrationswaffe“, mit der kleine Eliten „das deutsche Volk“ angeblich gegen Einwanderer „austauschen“ wollten. Diese rechtsextremen Denkansätze trügen die Hetze gegen Flüchtlinge, hätten ihr enormen Zulauf verschafft und seien auch in das Parteiprogramm der rechtspopulistischen AfD eingedrungen.
Ab Oktober 2016 wurde das Projekt No-Nazi.net weiterentwickelt zum Digitalprojekt Debate // De-Hate, das stärker auf soziale Medien fokussiert ist.

## Opferschutz und Opferhilfe
Der Opferfonds Cura entstand aus der Aktion Cura, die seit dem Mordanschlag von Mölln 1993 zu Spenden für Opfer rechtsextremer Gewalt aufrief. 2004 übernahm die Stiftung seine Trägerschaft. Der Opferfonds dokumentiert weit mehr Opfer rechter Gewalt als die Bundesregierung, unter anderem weil er nicht nur ausländische, sondern auch behinderte, obdachlose und sozial randständige Opfer einbezieht.
2015 gründete die Stiftung die Aktion Schutzschild für Geflüchtete und Asylsuchende, die besonders in ländlichen Regionen Ostdeutschlands von rassistischer Hetze, Gewalt und Missachtung vieler ihrer grundlegenden Rechte bedroht sind. Die Aktion soll Selbstorganisationen von Zuwanderern und Geflüchteten stärken und ihre Alltagsprobleme und Perspektiven bekannter machen, damit kommunale Verantwortungsträger und Willkommensinitiativen sie gleichberechtigt einbeziehen. Das soll langfristig zur Integration Geflüchteter in die aktive Zivilgesellschaft beitragen. Zusammen mit Pro Asyl erstellt die Stiftung seit 2015 eine Jahreschronik über flüchtlingsfeindliche Vorfälle in Deutschland.

### Institut für Demokratie und Zivilgesellschaft
Die Landesregierung in Thüringen gab der AAS im August 2016 die Trägerschaft für das neu eingerichtete wissenschaftliche Institut für Demokratie und Zivilgesellschaft – Thüringer Dokumentations- und Forschungsstelle gegen Menschenfeindlichkeit in Jena unter der Leitung des Soziologen Matthias Quent. Die Einrichtung ist unabhängig, arbeitet aber mit der Universität Jena zusammen. Die Vergabe war umstritten, jedoch bestand keine Ausschreibungspflicht und die Informationspflicht wurde erfüllt. Dies bestätigte die Staatsanwaltschaft nach Prüfung einer Strafanzeige. Der thüringische Landesverband der Partei Alternative für Deutschland (AfD) bekämpft das Institut und verglich es mit der Reichskulturkammer. Einzelne CDU- und SPD-Vertreter fürchteten, das Institut solle den Verfassungsschutz ersetzen. Der Institutsleiter und Sozialwissenschaftler Matthias Quent betonte dagegen, man werde rein empirisch arbeiten, niemand beobachten und vor allem Rechtsextremismus und Menschenfeindlichkeit in der Mehrheitsgesellschaft, aber auch Islamismus, Homophobie und Sexismus untersuchen.

## Meldestelle Antifeminismus
Seit Februar 2023 betreibt die Stiftung das Projekt Meldestelle Antifeminismus. Auf der Internetseite antifeminismus-melden.de können Erfahrungen mit antifeministischen Angriffen und Vorfällen gemeldet werden. Dazu gehören sexistische Anfeindungen, körperliche Angriffe sowie organisierte Kampagnen gegen Gleichstellung und geschlechtliche Selbstbestimmung. Das Projekt wurde 2022 mit 133.000 Euro über das Programm Demokratie leben des Bundesfamilienministeriums gefördert. Auf Kritik, das Portal könnte zur Denunziation genutzt werden, reagierte das Ministerium mit der Aussage: „Wörtlich heißt es auf der Homepage: ‚Bitte beachten Sie, dass grundsätzlich keine Klarnamen oder persönliche Daten anderer Personen mitgeteilt werden sollen, sofern es sich nicht um Personen öffentlichen Interesses handelt.‘“ Damit „sei festzustellen, dass die Meldestelle nicht zu Denunziation verleitet“.
In einem von der Zeit moderierten Streitgespräch mit der ehemaligen Familienministerin Kristina Schröder, die das Portal in der Welt kritisiert hatte, sagte Judith Rahner zu einem von mehr als 500 Sprach- und Literaturwissenschaftlern unterzeichneten Aufruf gegen das Gendern im öffentlich-rechtlichen Rundfunk: „Aber natürlich schauen wir uns auch diese Kampagne an, wer da mitmacht und wer sie bezahlt. Das sind für uns wichtige Hintergrundinformationen. Denn nicht nur im rechtsextremen Spektrum, auch in anderen Spektren (…) gibt es Leute, die über das Ticket ‚Gender‘ versuchen, die Gesellschaft nach ihren Vorstellungen umzugestalten. Darunter sind Demokratiefeinde, die Frauen zurück an den Herd wünschen.“ Matthias Heine kritisierte dies in der Welt als verschwörungstheoretischen Ansatz, „der sich die Existenz abweichender Meinungen nur damit erklären kann, dass dunkle Fürsten des Geldes diese unerwünschte Opposition sponsern“.

## Auszeichnungen
Im September 2015 zeichneten der Landtag von Baden-Württemberg und die Israelitische Religionsgemeinschaft Württemberg die Stiftung mit der Joseph-Ben-Issachar-Süßkind-Oppenheimer-Medaille aus. Im November 2015 erhielt die Stiftung den Lothar-Kreyssig-Friedenspreis für ihr Engagement für Migration, Einwanderung und eine gelingende Willkommenskultur, im Dezember 2016 den Bul le Mérite des Bundes Deutscher Kriminalbeamter.
Seit 2007 vergibt die Stiftung mit der Kulturstiftung Dresden der Dresdner Bank, der Stiftung Frauenkirche Dresden und der Freudenberg Stiftung den Sächsischen Förderpreis für Demokratie. Im Dezember 2015 vergab die Stiftung erstmals den Amadeu Antonio Preis. Preisträger waren die Antilopen Gang, die Bühne für Menschenrechte und das Zentrum für Politische Schönheit. 2017 ging der Preis an den Kölner Verein Lückenlos für dessen Kunstprojekt „Tribunal NSU-Komplex auflösen“ an Tatorten der Terrorgruppe Nationalsozialistischer Untergrund. 2019 wurde Olivia Hyunsin Kim für ihre Performance "Miss Yellow and Me – I wanna be a musical" mit dem Hauptpreis ausgezeichnet, weiterhin erhielten Black Superman Group (BSMG) für "Platz an der Sonne" und Tamer Düzyol und Taudy Pathmanathan für „Haymatlos“. 2021 wurden onlinetheater.live und Hebbel am Ufer für die App Loulu mit dem Jurypreis ausgezeichnet, das Projekt „Gegen das Vergessen – Erinnern für das Morgen“ des LOKSTOFF! Theaters mit dem Publikumspreis ausgezeichnet. Im Jahr 2023 wurde Nnenna Onuoha für ihren Film „Rosenfelde“ mit dem Hauptpreis ausgezeichnet.

## Kritik
Im Januar 2016 lud das Bundesjustizministerium die Stiftung in eine Arbeitsgruppe ein, die Facebooks Initiative für Zivilcourage online beratend unterstützte. Seitdem greifen Rechtsextremisten und Rechtspopulisten die Stiftung und einige ihrer Mitarbeiter verstärkt mit Diffamierungen, Hassrede, Drohungen und Gewaltaufrufen an. Häufige Angriffspunkte sind die frühere Tätigkeit der Stiftungsgründerin Anetta Kahane als IM bei der Stasi, ihre jüdische Herkunft und eine Stiftungsbroschüre zur Bekämpfung von Hasspostings gegen Flüchtlinge vom Juni 2016. Nach Angaben Kahanes nahmen die Angriffe infolge dieser Broschüre weiter zu.
Die rassistische Website Anonymous.Kollektiv rief zu einer DoS-Attacke auf die Stiftungswebseiten auf. Das rechtsextreme Magazin Compact verbreitete diffamierende Falschbehauptungen. In sozialen Netzwerken wurden antisemitische Karikaturen, die Kahane darstellen sollen, verbreitet. Im April 2016 blockierten Identitäre das Berliner Stiftungsbüro mit Absperrband und diffamierten einige Mitarbeiter namentlich als Spitzel eines Überwachungsstaats. Auf rechten Facebook-Seiten wurde ein Bild des Stiftungsteams gezeigt und dazu aufgerufen, die Wohnadressen der Mitarbeiter zu ermitteln, um sie zu bedrohen. Zentraler Vorwurf ist die Behauptung, die Stiftung übe im Auftrag des Bundesjustizministers Zensur über soziale Netzwerke aus. Demgegenüber betont die Stiftung, dass sie nur berate und auf Löschungen im Internet keinen Einfluss habe. Die Stiftung ging mit juristischen Mitteln gegen Diffamierungen und Hetze vor. Dem Magazin Compact wurde eine Falschbehauptung (Kahane habe „hundert Blockwarte“ zum Zensieren von Facebookkommentaren angeheuert) gerichtlich untersagt.
Einige konservative oder rechtspopulistische Journalisten, Kolumnisten und Blogger griffen die Zensurbehauptung auf, darunter Roland Tichy, Bettina Röhl, Philipp Lengsfeld, die Autoren des Blogs Die Achse des Guten und der FAZ-Journalist Rainer Meyer sowie die Zeitung Junge Freiheit, der Kopp Verlag und der Journalist Achim Winter. Dieser hatte zuvor antimuslimische Kommentare auf Twitter mit verbreitet und spielte in der Sendung hallo deutschland auf Kahanes frühere IM-Tätigkeit an. In einem Protestschreiben von Stiftungsrat Andreas Zick forderte dieser die Löschung des Beitrages. Das ZDF distanzierte sich daraufhin von Winters Meinung, lehnte die geforderte Löschung seines Beitrags jedoch ab.
Am 16. August 2016 warf Rainer Meyer (FAZ) der Stiftung vor, auf der öffentlich zugänglichen Stiftungsunterseite neue-rechte-net werde auch die CDU in die Neue Rechte einsortiert. Die Stiftung stellte am Folgetag klar, nur die frühere Parteimitgliedschaft neurechter Personen wie beispielsweise Martin Hohmann sei genannt worden. Man werde alle Einträge sorgfältig überprüfen, um Missverständlichkeiten zu vermeiden. Später wurde die Seite vom Netz genommen. Peter Tauber (CDU) forderte die Stiftung dazu auf, die CDU nicht auf neue-rechte-net zu erwähnen. Vertreter der Jungen Union stellten Anträge, der Stiftung alle staatlichen Zuschüsse zu streichen. Am 31. August 2016 griff der Leipziger Bundestagsabgeordnete Thomas Feist (CDU) diese Forderung in einem offenen Brief an Familienministerin Manuela Schwesig auf und behauptete ohne Belege, Stiftungswebseiten seien eine „Plattform für Linksradikale“, wo zu Gewalt aufgerufen werde. Am selben Tag forderte auch AfD-Vertreterin Beatrix von Storch, der Stiftung staatliche Geldmittel zu streichen. Der Historiker Hubertus Knabe riet dem Bundesjustizministerium öffentlich, die Zusammenarbeit mit der Stiftung wegen Kahanes früherer Stasi-Tätigkeit zu beenden. Der CSU-Bundestagsabgeordnete Alexander Hoffmann wandte sich gegen diese Zusammenarbeit. Der Bundesvorstand der Jungen Union beantragte auf dem CDU-Bundesparteitag im Dezember 2016 die Streichung der staatlichen Fördermittel und verlangte, die AAS wegen öffentlicher Aussagen ihrer Vertreter vom Verfassungsschutz prüfen zu lassen; der Antrag wurde nicht debattiert. Das BMI sieht jedoch wegen der anerkannten Gemeinnützigkeit der AAS keinen Anlass, deren Förderung einzustellen. Der Sozialwissenschaftler Samuel Salzborn beschrieb solche Vorstöße im September 2016 in einem von der AAS beauftragten wissenschaftlichen Gutachten als ungeplante „rechte Kampagne“: Viele rechtsextreme und rechtskonservative Akteure hätten sich wegen „punktueller gemeinsamer Interessen“ gegen die AAS engagiert, weil diese „erfolgreich gegen die weitere Verbreitung rechter Propaganda“ arbeite. Er kritisierte besonders Rainer Meyer, der Gerüchte aus der rechten Szene reproduziert und ihnen so Glaubwürdigkeit verliehen habe.
Bei Terrorermittlungen gegen Bundeswehrsoldaten ab 2017 fand man bei dem Offizier Franco A. eine Liste mit Namen, darunter Anetta Kahane, und eine ausführliche Beschreibung und Skizze des Berliner Büros der AAS. Vermutet wird, dass die gelisteten Personen und Orte als Anschlagsziele vorgesehen waren. A. hatte sich Details zu Kahanes Lebenslauf notiert, eine Lageskizze der Stiftung erstellt, war in deren Tiefgarage eingedrungen und hatte die dort geparkten Fahrzeuge der Stiftungsmitarbeiter fotografiert. Der Bundesgerichtshof ließ eine Anklage des Generalbundesanwalts gegen ihn wegen der Vorbereitung einer schweren staatsgefährdenden Gewalttat im November 2019 zu.
Im Dezember 2017 stellte die Fraktion der rechtspopulistischen Alternative für Deutschland (AfD) im Berliner Abgeordnetenhaus die öffentliche Finanzierung der AAS in Frage und brachte sie mit Linksextremisten in Verbindung.
Das Landgericht Regensburg untersagte einer Referentin der Stiftung am 17. Juli 2018 die Behauptung, der Sänger Xavier Naidoo sei „strukturell nachweisbar“ Antisemit. Die Berufung hatte beim OLG Nürnberg keinen Erfolg. Nach einer Verfassungsbeschwerde hob das Bundesverfassungsgericht (BVerfG) am 22. Dezember 2021 die beiden Gerichtsurteile auf und verwies die Sache an das LG Regensburg zurück. Die Meinungsäußerung der Beklagten von 2017 sei rechtmäßig gewesen; die Vorinstanzen hätten die Bedeutung der Meinungsfreiheit im öffentlichen Meinungskampf unzureichend berücksichtigt.
Im September 2018 veröffentlichte die Stiftung eine vom Bundesfamilienministerium mitfinanzierte Broschüre zum Umgang staatlicher Kindertagesstätten mit Kindern, deren Eltern rassistische Aussagen und Verhaltensweisen gezeigt haben. An Fallbeispielen beschrieb die Broschüre Möglichkeiten, diesem Verhalten mit einer antirassistischen demokratischen Kita-Erziehung entgegenzuwirken. Als rechts eingestufte Blogs wie Philosophia perennis von David Berger und Journalistenwatch, einige Medienartikel (Junge Freiheit, B.Z., Bild, Welt) und Sendungen (Sat.1-Frühstücksfernsehen) sowie AfD-Vertreter wie Stephan Brandner und CDU-Vertreter wie Nadine Schön und Falko Liecke, Jugendstadtrat des Berliner Bezirks Neukölln, behaupteten, die Broschüre leite Erzieher dazu an, rechtsextreme Eltern an bestimmten Merkmalen ihrer Kinder zu erkennen und einer Bespitzelung oder „Gesinnungskontrolle“ zu unterwerfen. Dagegen erklärten der Medienanalytiker Stefan Niggemeier, die Bundesfamilienministerin Franziska Giffey und die Stiftungsvertreterin Simone Raffael Ende November, dass die Kritiker ein Fallbeispiel verallgemeinert und fehlgedeutet hatten. Nach eigenen Angaben erhielten die Autoren der Broschüre, Judith Rahner und Enrico Glaser, daraufhin zahlreiche Hassnachrichten und strafrechtlich relevante Drohungen. Sie betonten, dass Erzieher von den Fallbeispielen berichtet und konkrete Ratschläge dazu erbeten hätten. Die Fehldeutungen in Boulevardmedien seien Teil einer seit Jahren laufenden Kampagne: „Über die Stiftung kursiert vor allem die Lüge und Verschwörungserzählung, wir würden im Auftrag der Regierung das Internet zensieren, Leute überwachen, denunzieren und Gesinnung überprüfen.“ Ihre Veröffentlichungen würden in dieses rechte Framing eingefügt und teils gezielt skandalisiert.
Das Verwaltungsgericht Berlin wies einen Unterlassungsanspruch der AAS gegen das Bezirksamt Neukölln in einem Eilverfahren zurück und erlaubte diesem am 11. April 2019, von der Broschüre abzuraten. Liecke habe sich mit seiner Äußerung „im Rahmen des ihm zugewiesenen Aufgabenbereichs bewegt“ und „das Sachlichkeitsgebot gewahrt.“

## Frankfurter Buchmesse
Im Oktober 2017 war die Stiftung auf der Frankfurter Buchmesse präsent. Neben ihrem Stand wurde der neurechte Verlag Antaios platziert. Dieser nutzte seinen Stand für medienwirksame Auftritte von Rechtsextremisten, die zum Teil gewalttätig wurden. Die Stiftung lehnte eine vom Verlag geforderte Diskussion mit Neuen Rechten und Rechtsextremisten als Inszenierung und Versuch ab, nicht verhandelbare Menschenrechte, Meinungsfreiheit und Religionsfreiheit in Frage zu stellen. Stiftungsgeschäftsführer Timo Reinfrank kritisierte die Buchmessenleitung: Sie habe moderne Formen des Rechtsextremismus verkannt und sich auf die vorhersehbare Situation nicht angemessen vorbereitet. Ihr Anspruch, Ort ziviler Debatten zu sein, sei unrealistisch gewesen. Die Messe dürfe kein Platz für Rassisten und Hetzer sein. Die Auseinandersetzung mit diesen sei Aufgabe der Organisatoren und aller Aussteller. Um Gewalt auszuschließen, brauche es ein strukturiertes Konzept und Durchsetzung des Hausrechts.

## Veröffentlichungen der Stiftung
Die Stiftung veröffentlicht Flugblätter, Broschüren, Analysen, Monographien und Sammelbände.
- Dostluk Sineması (Hrsg.): Von Mauerfall bis Nagelbombe – Der NSU-Anschlag auf die Kölner Keupstraße im Kontext der Pogrome und Anschläge der neunziger Jahre, Amadeu Antonio Stiftung, Berlin 2014, ISBN 978-3-940878-16-8.
- Simone Rafael: Region in Aktion – Wie im ländlichen Raum demokratische Kultur gestaltet werden kann, Amadeu Antonio Stiftung, Berlin 2013, ISBN 978-3-940878-15-1.
- Marion Kraske: Staatsversagen – Wie Engagierte gegen Rechtsextremismus im Stich gelassen werden. Ein Report aus Westdeutschland, Amadeu Antonio Stiftung, Berlin 2013, ISBN 978-3-940878-14-4.
- Alice Lanzke (Hrsg.): Liken. Teilen. Hetzen. Neonazi-Kampagnen in Sozialen Netzwerken, Amadeu Antonio Stiftung, Berlin 2012, ISBN 978-3-940878-13-7.
- Anetta Kahane (Hrsg.): Geteilte Erinnerung? Zum Umgang mit Nationalsozialismus in Ost und West, Amadeu Antonio Stiftung, Berlin 2011, ISBN 978-3-940878-10-6.
- Peter-Georg Albrecht: Von früher lernen heißt…? Zivilgesellschaftliches Engagement älterer Menschen gegen Rechtsextremismus, Amadeu Antonio Stiftung, Berlin 2011, ISBN 978-3-940878-05-2.
- Susanna Harms (Hrsg.): Living Equality – Gleichwertigkeit leben, Interventionen gegen gruppenbezogene Menschenfeindlichkeit, Amadeu Antonio Stiftung, Berlin 2009, ISBN 978-3-940878-04-5.
- Claudia Dantschke (Hrsg.): „Die Juden sind schuld“ – Antisemitismus in der Einwanderungsgesellschaft am Beispiel muslimisch sozialisierter Milieus, Amadeu Antonio Stiftung, Berlin 2009, ISBN 978-3-940878-03-8.
- Bianca Richter: Rechter Alltag – Ein Bericht über die „deutschen Zustände“ in Reinhardtsdorf-Schöna und Kleingießhübel, Berlin 2008.
- Albert Scherr, Barbara Schäuble: „Ich habe nichts gegen Juden, aber…“ – Ausgangsbedingungen und Perspektiven gesellschaftspolitischer Bildungsarbeit gegen Antisemitismus, Amadeu Antonio Stiftung, Berlin 2007.
- Amadeu Antonio Stiftung (Hrsg.): Fundraising für demokratische Kultur – Mittelbeschaffung für zivilgesellschaftliche Initiativen, Amadeu Antonio Stiftung, Berlin o. J.[100]